# Cyranides

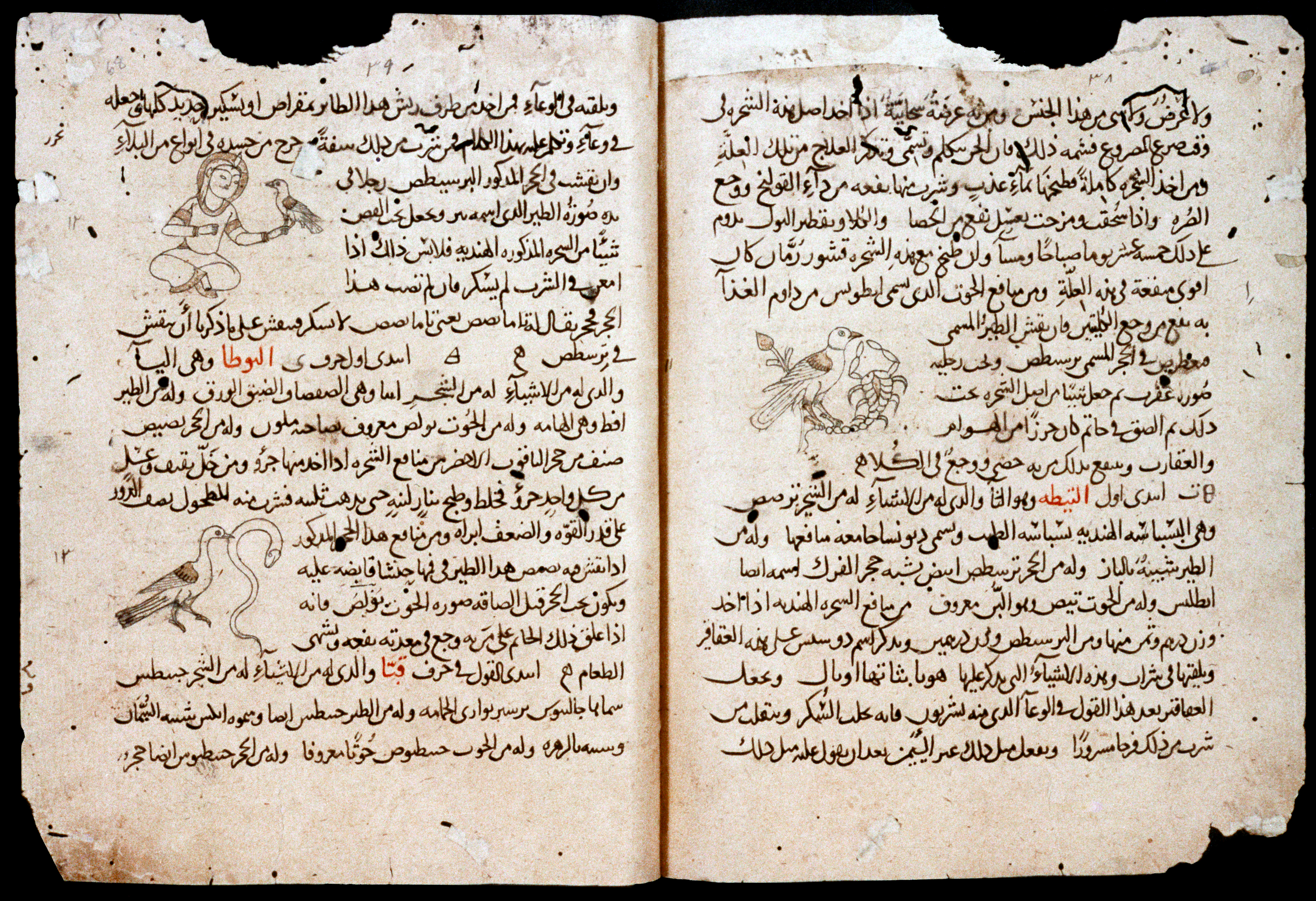
Texte arabe.

Les Cyranides (Kyranides) sont un livre de magie relevant de l'hermétisme, contenant des lapidaires et des bestiaires, car il s'étend sur les propriétés occultes (phusikà dunamera) des oiseaux, poissons, plantes et pierres, et des eaux thermales ou minérales, ainsi que leurs correspondances (sumpatheiai). C'est une compilation de plusieurs traités en grec, attribués à Hermès Trismégiste ou à Harpocration d'Alexandrie (vers 150 ou 350), dont la composition s'étend du Ier au IVe ou même VIIIe siècle.
Les Kyranides ont pour titre : Liber Kyramidarum, seu liber physicalium virtutum compositionum et curationum collectus ex libris duobus, es primo videlicet kyrannidarum Kyranni, regis Persarum, et ex libris Arpocrationis Alexandrini. Livre des vertus naturelles, des sympathies et antipathies, formé de l'assemblage de deux livres, de celui de Kyranos, roi des Perses, et de ceux d'Harpocration d'Alexandrie dédiés à sa propre fille. Cet ouvrage fut compilé par un auteur byzantin entre le V° et le VIII° s., et traduit du grec en latin par Paschalis Romanus, à Constantinople, en 1169.

## Composition de l'œuvre
Les Cyranides se composent de quatre livres regroupés en deux parties.
La première partie (livre I), intitulée Kyranis (Cyranis), est attribuée à Hermès Trismégiste, qui fait une révélation à Kyranos, pseudo-roi de Perse ; cette partie a été réécrite par Harpocration d'Alexandrie ; il y est question de 24 pierres, herbes, poissons, oiseaux, cités dans l'ordre alphabétique grec, dont les pouvoirs donnent plaisir ou guérison.
"Ce livre est celui de Cyranus… Le divin Hermès des deux en fit un troisième : livre des vertus naturelles, formé des deux livres des sympathies et des antipathies: l'un, premier livre des Cyranides, de Cyranus roi de Perse, l'autre, [livre] d'Harpocration d'Alexandrie, dédié par lui à sa propre fille. Voici ce que contenait le premier livre de Cyranus, autant que nous le pouvons supposer. Hermès, le dieu trismégiste, ayant reçu par les anges un très grand présent de la Divinité, le communiqua à tous les hommes intelligents. Ne le communique donc pas aux ignorants, mais conserve-le par-devers toi comme un grand trésor; communique, si tu le peux, à tes fils seulement, toi leur père, ce grand trésor qui, pour l'action, vaut l'or précieux, mais qu'ils jurent de le garder fidèlement, comme un enfant sacré. Ce livre a été écrit sur une colonne de fer en caractères syriaques ; il a été interprété par moi dans le premier livre, l’Archaïque. Dans celui qui s'appelle La Cyranide, il est traité de vingt-quatre pierres, de vingt-quatre oiseaux, de vingt-quatre plantes et de vingt-quatre poissons. Donc, chacune de leurs vertus fut combinée et mélangée aux autres vertus du corps mortel, non seulement pour servir de remède efficace, mais aussi pour son charme naturel, révélation du Dieu souverain et tout-puissant dont la sagesse nous enseigna la puissance des plantes, des pierres, des poissons et des oiseaux, la vertu des pierres et la nature des animaux et des bêtes sauvages, leurs mélanges mutuels, leurs oppositions et leurs propriétés. Ainsi, c'est de Dieu que vint aux hommes la gnose et l'expérience."
La seconde partie (livres II, III, IV) s'intitule Koiranides, Livre court médical d'Hermès Trismégiste selon la science astrologique et l'influx naturel des animaux, publié à l'adresse de son disciple Asclépios ; elle offre trois bestiaires, décrivant des oiseaux, des animaux terrestres, et des poissons, aux pouvoirs médicaux et magiques.
"De l’aigle. L'aigle, roi de tous les oiseaux, est de couleur sombre : quand il vole sous l'éther, tout volatile frémit. Il a une grande puissance. Après l'avoir pris à la chasse, garde-le vivant un jour et une nuit ; ensuite après avoir lié d'abord l'aigle et son bec, dis à son oreille : « Aigle, ami de l'homme, maintenant je t'immole pour toute cure dans laquelle tu es efficace. » Puis, prenant une épée toute en fer et brûlant des parfums, die : « Ï merveille ! » Ayant pris un aigle à la chasse, celui qui portera son cœur, la peau de sa tète, ses yeux et la pointe de ses grandes ailes, sera amoureux et chéri. Et celui qui les porte dans un phylactère sera rendu par là pacifique, aimé et amoureux : et s'il s'avance au milieu des combats, il ne sera pas blessé, il ne subira pas davantage de dommages de la tempête ou de la foudre, mais en tout il sera bien vu et tranquille. Mais il faut le porter cousu dans sa propre peau, et placé dans un tube d'or. Si quelque pêcheur porte sur lui son ventre ou sa tête ou la pointe de ses ailes, jamais il ne fera ni mauvaise pêche ni mauvaise chasse..."
Comme le Liber sigillorum (Livre des sceaux) de Theel ou Azareus, le Koiranides décrit des pierres gravées qui ont valeur de talismans.

### Texte
- Les Lapidaires de l'Antiquité et du Moyen Âge, édi. par Fernand de Mély, t. II (édition par Ruelle, 1898), t. III (traduction par Mély, préface de Paul Tannery, 1902 lire en ligne ), Paris, Ernest Leroux.
- Textes latins et vieux français relatifs aux Cyranides, édi. L. Delatte, Droz, 1942.
- Waegeman, Maryse. Amulet and Alphabet: Magical Amulets in the First Book of Cyranides, Amsterdam, 1987. Livre I en grec avec trad. an.
- Cyranides, édi. D. Kaimakis, Meisenheim-am-Glan, 1976. Texte grec, comprenant les livres V et VI, absents dans l'édition de Mély et Ruelle (1898).

### Études
- A.-J. Festugière, La révélation d'Hermès Trismégiste, t. I : L'astrologie et les sciences occultes (1944), Les Belles Lettres, 1981, p. 201-210.
- G. Fowden, Hermès l'Égyptien, trad., Les Belles Lettres, 2000, p. 16-18, 136-138, 238-239, 324, 330.
- P. Tannery, "Les Cyranides", Revue des études grecques, 17 (1904), p. 335-349.